# Martinlaakso
Martinlaakso (en suédois : Mårtensdal) est un quartier du district de Myyrmäki à Vantaa en Finlande.

## Description
Des maisons individuelles ont été construites dans les années 1950 à Vihertie et Kivimäki. Cependant, la zone d'habitation la plus ancienne se trouve le long de la rue Isontammentie, qui fait partie de la route royale, qui menait de Turku à Viipuri. 
Dans les années 1968-1975, un ensemble d'immeubles résidentiels a été construit, qui a été par la suite rénové et complété.
Dans la partie nord de la ville, Martinlaakso a deux gares la gare de Martinlaakso (1975) et la gare de Vantaankoski (1991) reliée au quartier d'affaires de Martinlaakso 
Les quartiers voisins de Martinlaakso sont Kaivoksela, Myyrmäki, Varisto, Myllymäki et Vantaanlaakso.
Martinlaakso a trois grandes collines  : Raappavuori, Laajavuori et Kivivuori. Ils sont à la base de la majorité des noms de rues de la région. 
La rue Vihertie tire son nom du domaine de Grönkulla, situé sur Lyhtykuja, dont les teres ont été divisées.
Le nom de Kivimäki vient du domaine de Stenbacka, qui est située à l'extrémité ouest d'Ylästöntie.

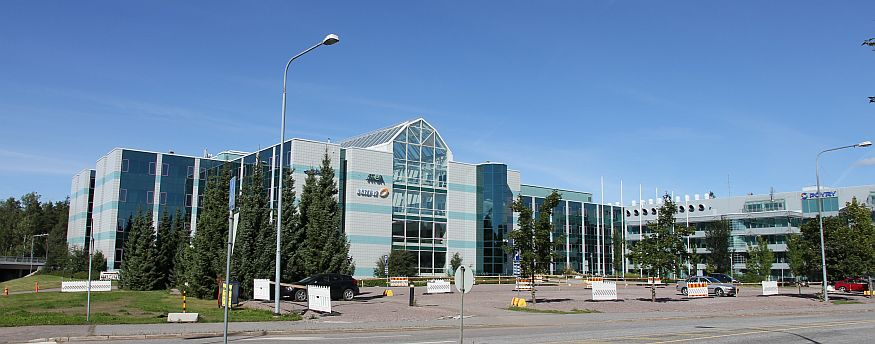
Jaakonkatu 2.

## Galerie

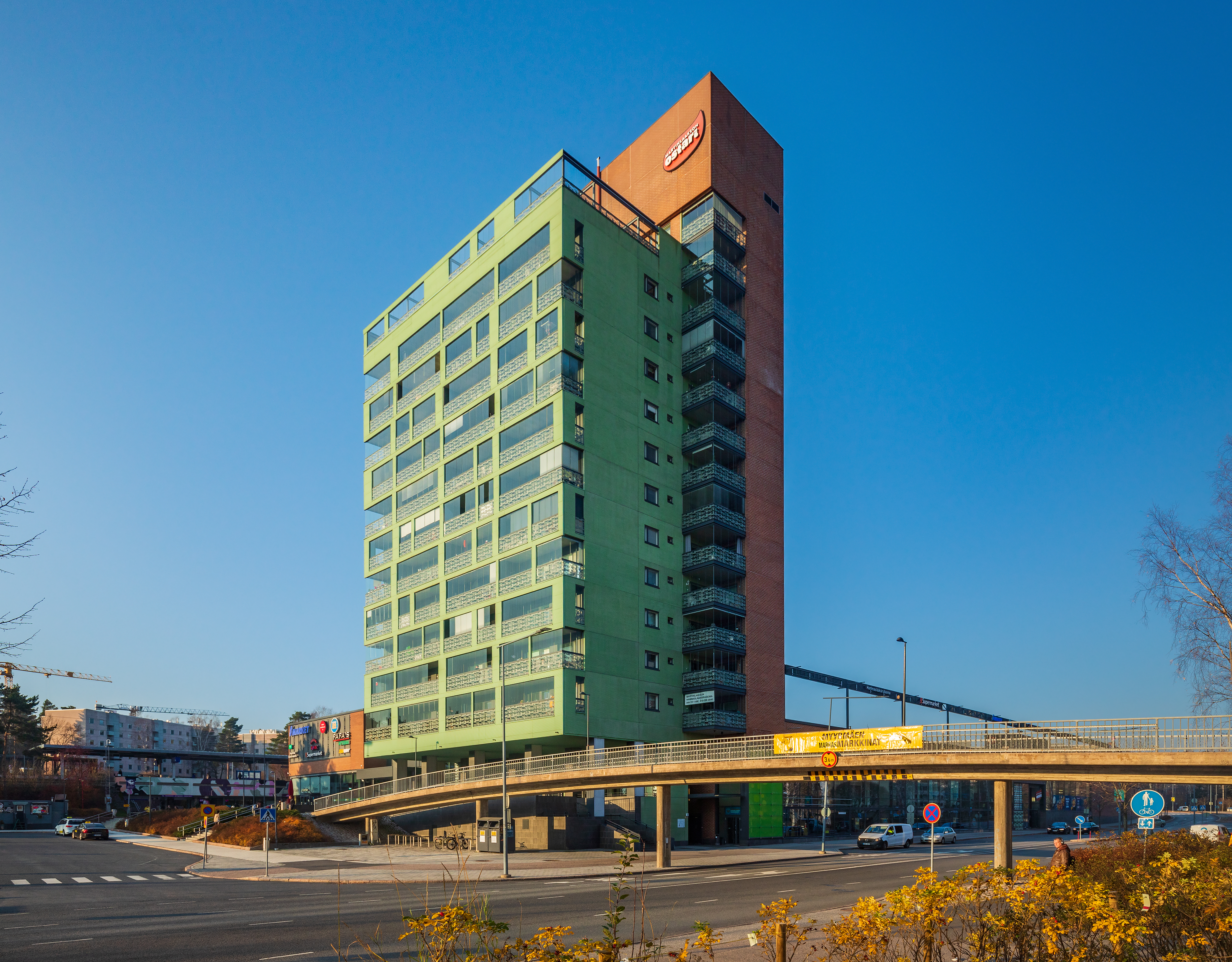
Martintorni.
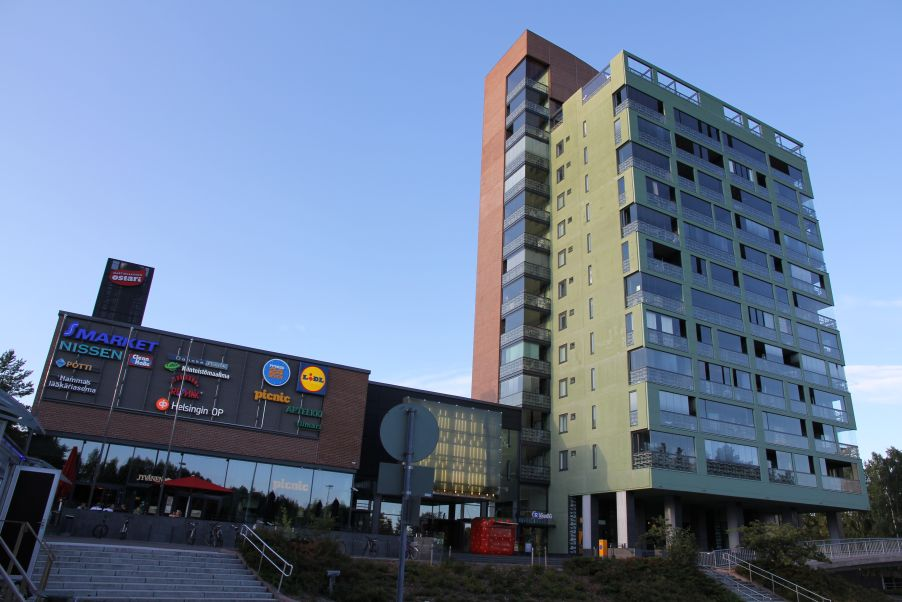
Martintorni et Martinlaakson ostari.
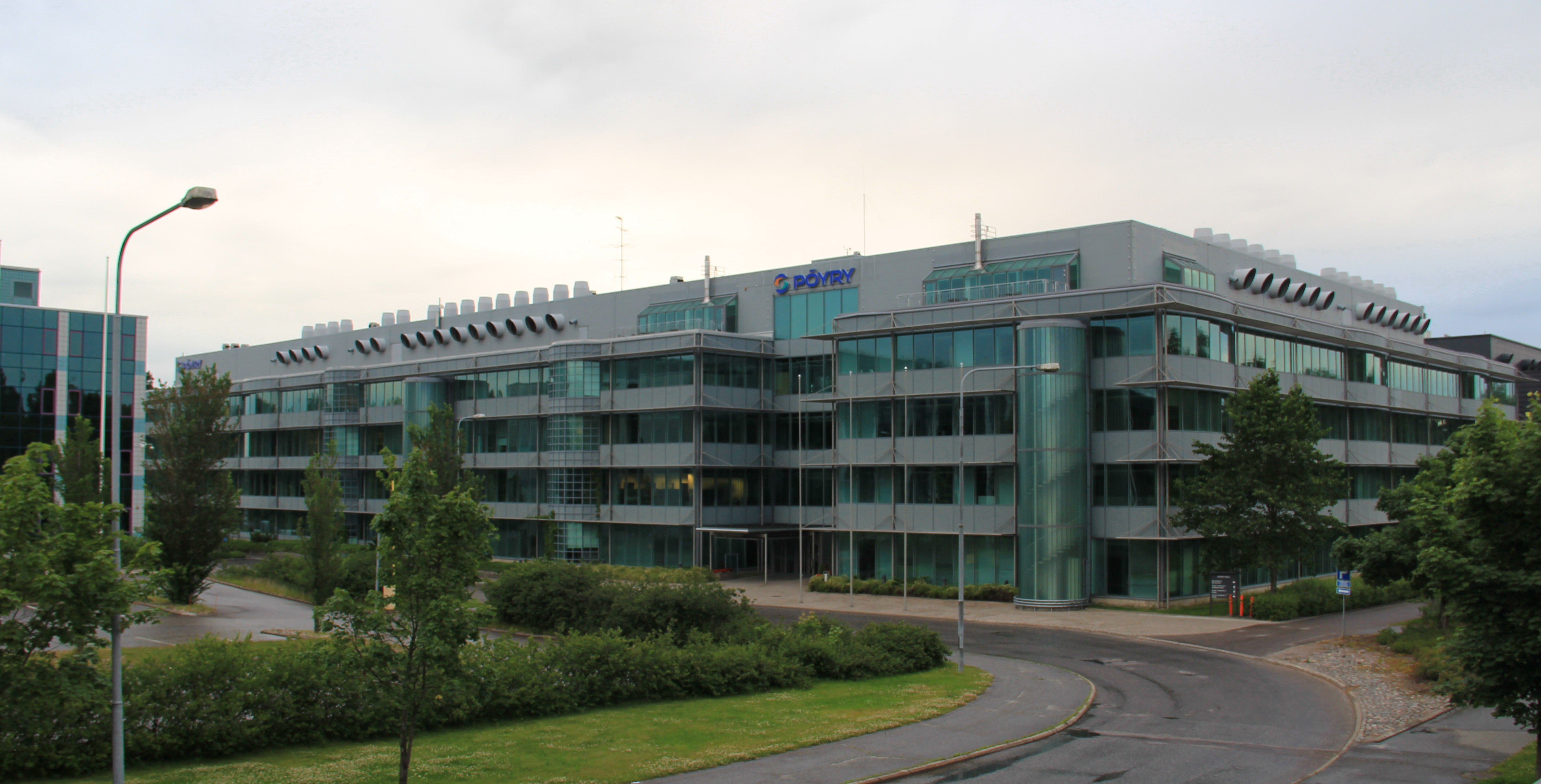
Le siège de Pöyry.

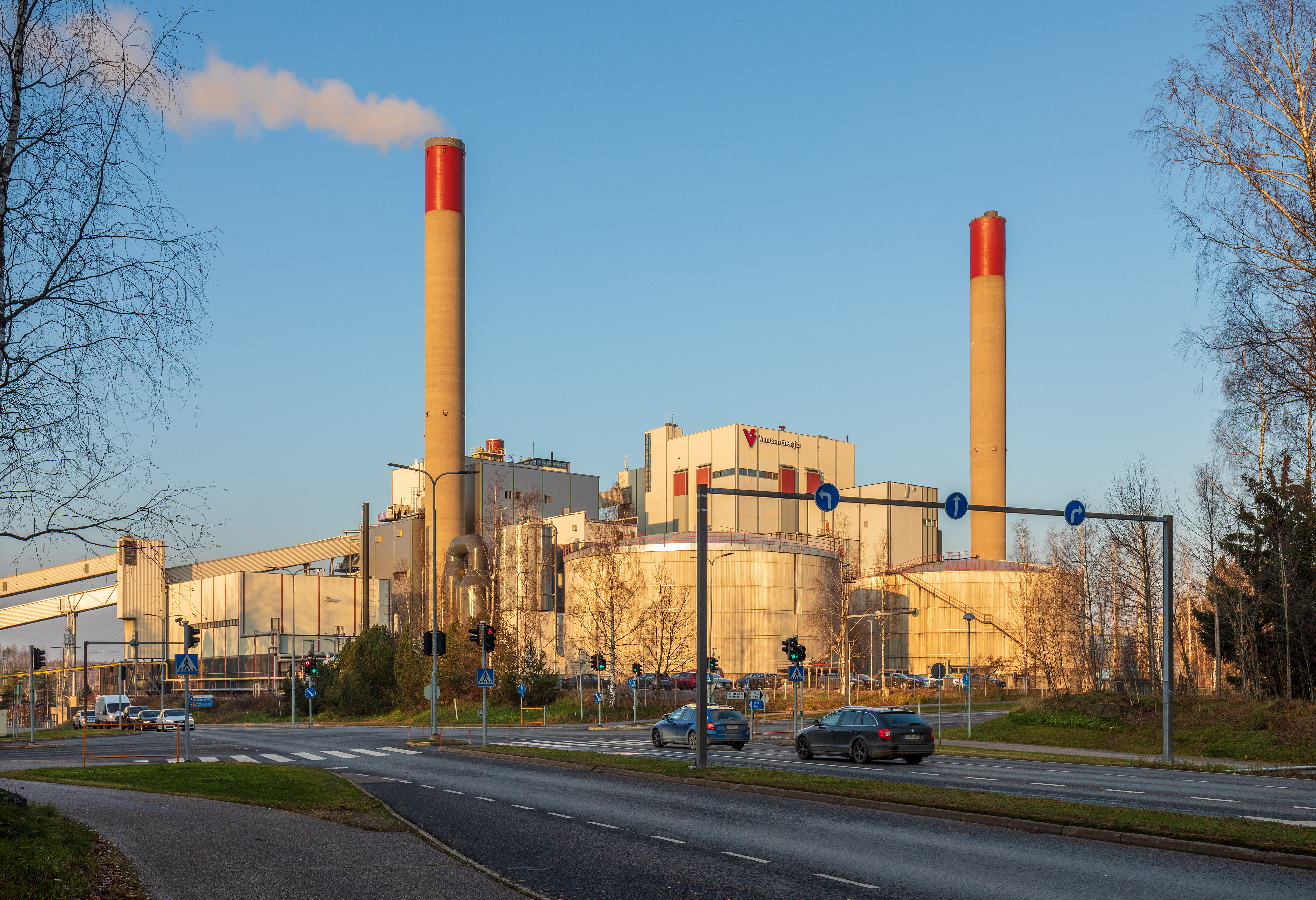
La centrale électrique de Martinlaakso
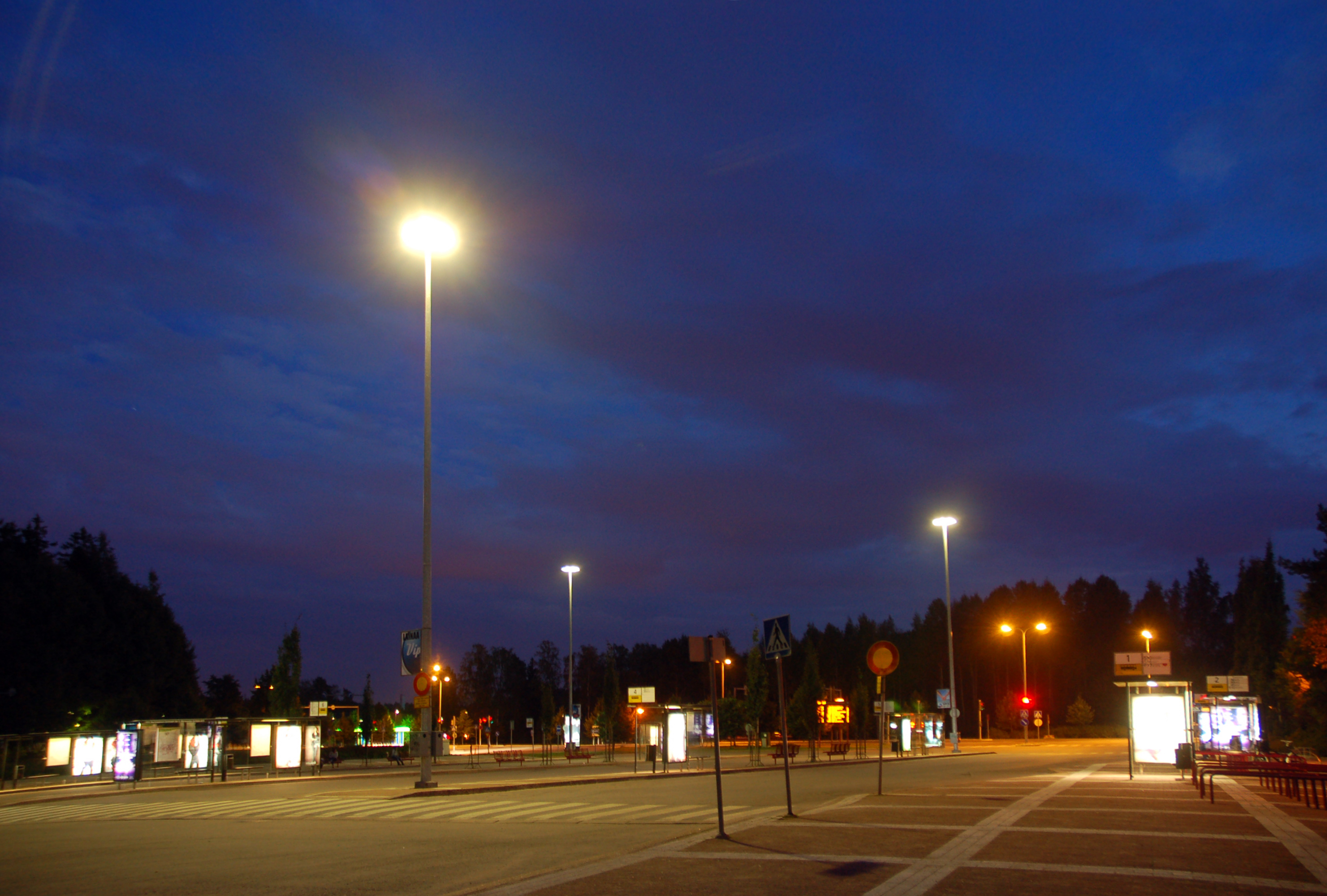
Martinlaakso.
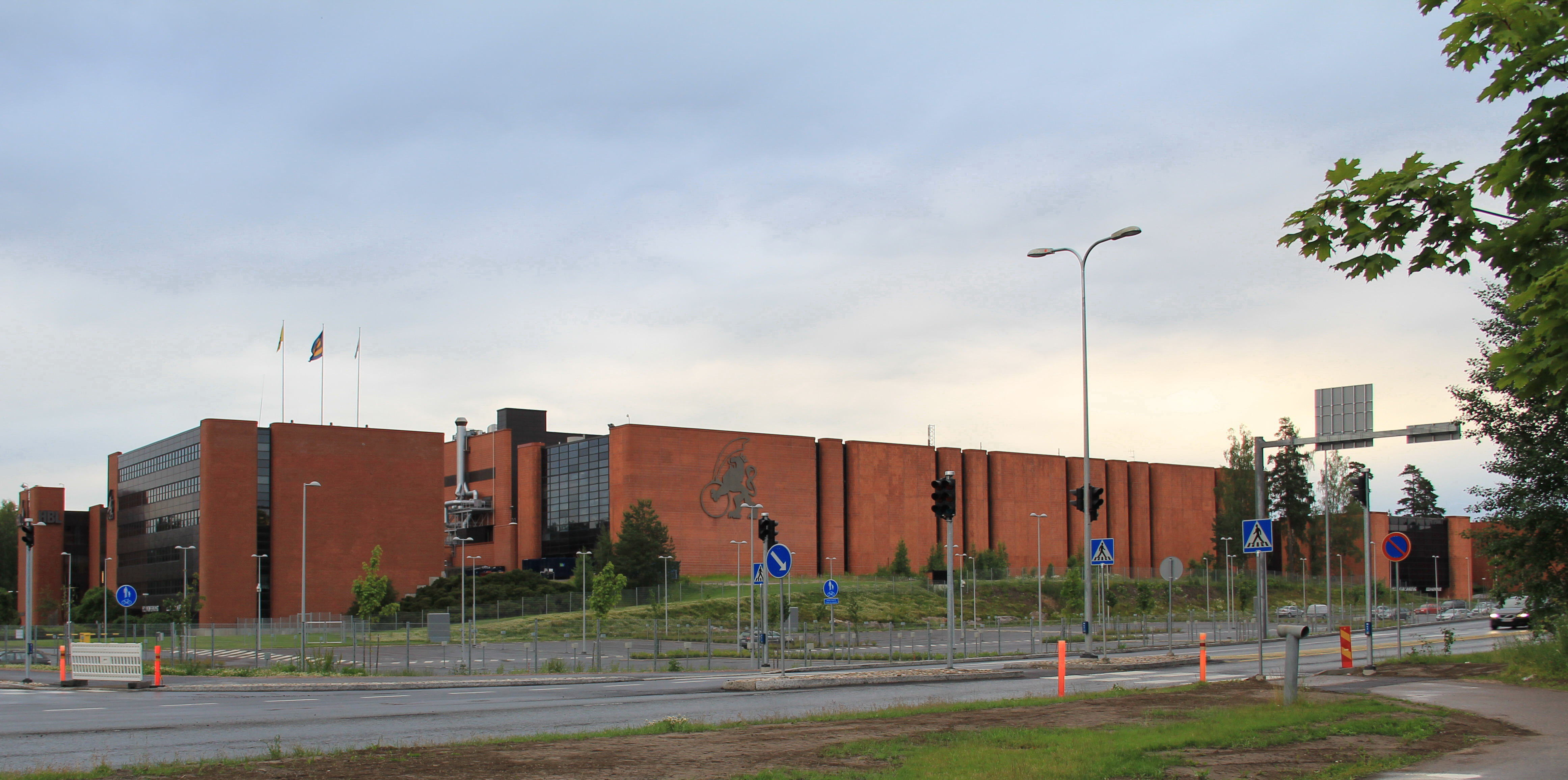
L'imprimerie Sanomala.